# サムライスピリッツ 斬紅郎無双剣
『サムライスピリッツ 斬紅郎無双剣』（サムライスピリッツ ざんくろうむそうけん）は、エス・エヌ・ケイが1995年11月27日にリリースしたネオジオ対応の業務用コンピュータゲーム。ジャンルは対戦型格闘ゲーム。『サムライスピリッツ』シリーズ第3作目。欧題は『Samurai Shodown III』。
本作の時代背景は「『SAMURAI SPIRITS』（以下『初代』）より後、『真SAMURAI SPIRITS 覇王丸地獄変』（以下『真』）の前の話」と設定されている。そのため、ナコルルと橘右京も登場している。

## ストーリー
壬無月斬紅郎は無実の人々を無差別に襲うため、「鬼」と呼ばれ、人々から恐れられていた。だがある時、斬紅郎は一人の赤子を殺すことができなかった。その理由は斬紅郎にも分からなかった。その後、斬紅郎は帯刀した侍のみを斬殺するようになったという。そして時が経ち、12人の侍が「鬼」退治へ出向く。

## システム
「蹴り攻撃の弱中強を廃止」や「武器破壊技は武器飛ばし技に変更する」など前2作とはシステムを一新し、本作以降「修羅・羅刹」というモード選択システムが導入された。また、この作品では『龍虎の拳』や初期の『ザ・キング・オブ・ファイターズ』のようにABCボタンを押し続けることで怒ゲージは上昇する。怒りゲージは自力で溜めて満タンにした場合より、敵の攻撃を受けて満タンにした時の方が攻撃力は上がる。そして「攻撃避け」は敵との間合いによって"見切り"か"回り込み"に識別されるようになっている。上記のように名称や特性はアレンジされていても、操作方法や使用目的は『ザ・キング・オブ・ファイターズ』と共通しているものが増えている。また、前作では攻撃を受けることで溜まっていた怒りゲージを、ABC同時押しで任意に溜められるようになった。しかし攻撃を受けてゲージが満タンになった時より攻撃力は低い。ABの同時押しでは、相手と離れている時は攻撃を回避する。近い間合いのときは相手の背後に回り込むことができる。

### 基本操作変更点
前作ではABボタン同時押しだった強斬りがCボタンに変更。前作では、弱・中・強と3段階あった蹴り攻撃が、Dボタンの一種類のみとなった。しかしレバー方向とDボタンを組み合わせることで多彩な足技がくり出せるようになった。

### 対局選択
「修羅」と「羅刹」では戦い方があまり変わらないキャラクターも多いが、「ナコルル」や「ガルフォード」のように修羅と羅刹で戦い方が明確に変わるキャラクターも存在する。基本的に「修羅」が前作の「真サムライスピリッツ」をベースに新必殺技を加えたものになっていて、「 羅刹」は前作までの技を踏倒しつつ修羅とは違う特性のキャラクターに変更されている。

### レベル選択
対局選択で剣質を選択した後は、"レベル選択"画面になる。「剣聖」「剣豪」「剣客」の3段階のレベルが用意されている。「剣聖」は常に怒りゲージが満タンの状態で闘うことができ、武器飛ばし必殺技がいつでも使用できる利点がある。その反面に敵の攻撃をガードすることができない。「剣豪」は敵からダメージを受けることで怒りゲージが溜まるなど真サムライスピリッツと似た闘い方となる。「剣客」は敵の攻撃を一定回数に限りオートガード機能が付いていたりと初心者向けのレベルとなっている。
ほぼすべての攻撃を防げる空中ガード、投げも回避できる攻撃避けなどのシステムのほか、永久コンボや異常に強力な連係が多数存在する。
斬紅郎戦では、普通に倒した後に斬紅郎が起き上がって最終戦が始まり、これに勝って初めてゲームクリアとなる。この最終戦のみ「体力が斬紅郎を上回っていても、タイムアップを迎えるとゲームオーバー」というルールになっている。
本作ではCPU戦での胴体切断が復活（前作は対人戦のみ）。登場キャラクターのうち、「ナコルル」と「リムルル」のみ胴体切断が起こらない。
飛脚が一切出てこなくなり、肉や爆弾は画面外から飛んでくる仕様になった。
「鍔ぜり合い」の他に「睨み合い」が新たに加わっている。

## 登場キャラクター

### 通常キャラクター
緋雨閑丸
声 - 金田美穂
新キャラクター。どこか影のある記憶喪失の少年。覚えているのは、鋭い光が描く弧、朱色に染まる視界、そして夢幻の技を使う鬼の面影。わずかに残った記憶である「鬼」を探して旅をしている。彼は「鬼」が失った記憶を捜し出すための手掛かりだと思い、旅を続けている。武器は番傘と剣。
首斬り破沙羅
声 - 野中政宏
新キャラクター。「鬼」にかつて恋人共々惨殺されたが、成仏できず幽霊化して「鬼」である斬紅郎に復讐するために現世を彷徨う青年。手裏剣のような刃の鎖鎌が武器。高笑いをしながら鎖鎌から技を繰り出す。
花諷院骸羅
声 - 水津光司
新キャラクター。本作と『武士道烈伝』のみ花諷院和狆の孫と設定されている。ある日、和狆と大喧嘩をして寺を飛び出した所「鬼」が人を斬る所を目撃してしまい、「鬼」を倒すことを決意する。首にかけた大きな数珠が武器で、パワー系の技を駆使する。
覇王丸
声 - 臼井雅基
今作ではストーリー上の主役を閑丸に譲っている。自分の剣技を磨くため、修行の旅を続けている。ある日、鬼に襲われた村の生き残りの少年と出会ったことから、鬼を退治する決心をする。
橘右京
声 - 矢野栄路
神夢想一刀流の道場が鬼に襲われ、その仇を討ちに旅立つ。
ナコルル
声 - 生駒治美
本作から修羅は鷹のママハハ、羅刹は狼のシクルゥを連れて戦う。修羅と羅刹では毎シリーズのように表情のグラフィックも変化する。
リムルルステージで背景としても登場する。
ガルフォード
声 - 稲毛一弘
本作から修羅はパピィと自身の稲妻技を駆使して戦うが、羅刹は単独で稲妻の技を多用して戦う。
服部半蔵
声 - 新居利光
伊賀忍群最強の忍者。鬼の調査とその処理を任命される。
千両狂死郎
声 - 前塚厚志
鬼が人を殺す様を見て、その"舞"の美しさに感激する。そして自分の舞を完成させるために、鬼と戦う。衣装が大幅に変更された。修羅は白い肌で、羅刹は色黒の肌をしている。
牙神幻十郎
声 - コング桑田
覇王丸を殺そうと、目的もなく旅を続ける。鬼に対しても何の感情も持っていない。
リムルル
声 - 桜井智
ナコルルの妹。『真』ではナコルルステージの背景とエンディングのみのサブキャラクターだったが、本作で使用キャラクターになった。天草の気を感じて、彼を倒すために参戦する。
通常攻撃は武器である短刀を使用するが、技は氷系の技がほとんどである。本作から登場する氷の妖精「コンル」（見た目は氷そのもの）と共に戦う。
本作のみナコルルほどでないものの、修羅と羅刹では表情グラフィックがやや変化する。
天草四郎時貞
声 - 矢野栄路
自らを聖なる肉体へと高めるために、魂の解放と称して卑下た人間を殺している。また、鬼の無限の力に目をつけた天草は、その力を手に入れるため鬼を殺しにいく。
本作では通常の使用キャラクターとして登場する。また、業務用で使用可能になったのは本作が初となる。
服装が『初代』や『真』に比べるとダークな色調やデザインになっている。

### ボスキャラクター
黒子
CPU専用の中ボス。前作とは違いプレイヤーキャラクターに変身して戦う「同キャラクター対戦」となっている。なお、本作では黒子の審判がないため、姿を現すのはこのときのみ。
壬無月斬紅郎
声 - 有田洋之
最終ボス。「鬼」と呼ばれる男。無限一刀流の剣の使い手で、無差別な殺人を繰り返してきた。数年前、ある村で赤子を斬れなかったことから無差別な殺人をやめ、静かに剣豪を待ち続けている。日本刀が武器でリーチと攻撃力が高い。条件を満たせば、対戦モードでのみ使用可能。

## 移植作品
ネオジオROM版（1995年12月1日発売）
アーケード版の完全移植。
ネオジオCD版（1995年12月29日発売）
一部のグラフィックがアーケード版やネオジオROM版と違っている。
ゲームボーイ版『熱闘サムライスピリッツ 斬紅郎無双剣』（1996年8月23日発売）
タカラの「熱闘シリーズ」の1つとして発売。容量の都合上「千両狂死郎」と「花諷院骸羅」が削除されているが、代わりに次作『サムライスピリッツ 天草降臨』（以下『天草降臨』）で復帰する「柳生十兵衛」が隠しキャラクターとして登場する。ただし、服装は『真』以前のもので、技のラインナップは次作でのそれとは異なっている。ゲーム性はアーケード版などに比べて良い出来とは言い難いとする評もあるが、対人戦を行うことができる点がそれを補っているという分析もある。
プレイステーション版（1996年8月30日発売）
レイティングはCERO：B（12才以上対象）。
2003年4月24日には廉価版「SNKベストコレクション」で再発売され、2007年6月28日にはゲームアーカイブスで配信開始。
セガサターン版（1996年11月8日発売）
拡張RAMカートリッジ対応、同梱版も同時発売された。
1998年8月6日に『サムライスピリッツ ベストコレクション』としてセガサターン版『天草降臨』とのカップリングで再発売されている。
PlayStation 2 / Wii版『サムライスピリッツ 六番勝負』（2008年7月24日発売）
レイティングはCERO：B（12才以上対象）。
シリーズ6本のカップリング作品。本作はネオジオ版準拠の移植。PlayStation 2版はネオジオオンラインコレクションの1作で、オンライン対戦することができた（現在はオンラインサービスは終了している）。Wii版はオンライン対戦ができない代わりに、ミニゲームが用意されている。
Wii バーチャルコンソール版（2010年4月27日発売）
レイティングはCERO：B（12才以上対象）。
ネオジオ版が配信されている。
アケアカNEOGEO版
レイティングはCERO：B（12才以上対象）。
アケアカNEOGEOの1作品として、PlayStation 4・Xbox One版が2018年2月1日、Nintendo Switch版が同年4月5日、Windows 10版が同年10月26日、iOS・Android版が2023年2月16日にそれぞれ配信開始。
Nintendo Switchパッケージソフト『アケアカNEOGEO セレクション Vol.3』 （2025年4月10日）
レイティングはCERO：B（12才以上対象）。
収録ソフトの一つ。内容はアケアカNEOGEO版と同等。

## 雑記
- 本作のエンディングのスタッフロールには、次作『天草降臨』で復活する柳生十兵衛とシャルロットがそれぞれ閑丸と斬紅郎のコスプレをして登場する。
- 韓国版（タイトルは『FIGHTERS SWORDS』）では、「花諷院骸羅」が韓国人の「キム・ウンチェ」（金雄載）という設定に変更されている。なお、「キム・ウンチェ」は移植版『サムライスピリッツ 天下一剣客伝』では隠しキャラクターとして登場する。
- 漫画『るろうに剣心』の作者である和月伸宏（後に『サムライスピリッツ零』でメインキャラクターのデザインに関わる）が、この作品について『るろうに剣心』の単行本第8巻にて語っている[要ページ番号]。